# 準噶爾翼龍科
準噶爾翼龍科（Dsungaripteridae）是翼龍目翼手龍亞目的一科。在1964年，中國古生物學家楊鍾健建立準噶爾翼龍科，以包含準噶爾翼龍屬，之後被命名的湖翼龍、驚恐翼龍，也被歸類於準噶爾翼龍科。
在2003年，亞歷山大·克爾納（Alexander Kellner）提出準噶爾翼龍科的演化支定義，包含：準噶爾翼龍、湖翼龍、驚恐翼龍的最近共同祖先，與其最近共同祖先的所有後代。克爾納當時列出六個共有衍徵：相當小的眼眶、眼眶位於投顱骨的相當高位置、眼眶下方有一個洞孔、口鼻部上方有高脊冠，脊冠從鼻孔前方開始隆起，在眼眶後方結束、上頜骨向兩側與後方延伸、頜部前段缺乏牙齒、上頜的最大型牙齒位於頜部後段、牙齒基部呈寬橢圓形。克爾納也指出，準噶爾翼龍以外的物種，化石都相當破碎，所以各屬都確定具有的特徵只有最後一個。都迷科翼龍屬、槍頜翼龍屬也曾被歸類於準噶爾翼龍科，牠們都是中型翼龍類，牙齒適合咬碎外殼堅硬的動物。
同樣在2003年，大衛·安文（David Unwin）提出稍微不同的定義：準噶爾翼龍、湖翼龍的最近共同祖先，與其最近共同祖先的所有後代。
準噶爾翼龍科的生存年代從侏羅紀晚期到白堊紀早期（豪特里維階）。準噶爾翼龍科屬於準噶爾翼龍超科，並被推論是神龍翼龍超科的近親。根據大衛·安文的說法，德國翼龍是準噶爾翼龍科的姊妹分類單元，但沒有其他研究人員提出相同分類法。根據Brian Andres的2008年研究，準噶爾翼龍科是古神翼龍科的近親，如果屬實，準噶爾翼龍科將屬於神龍翼龍超科。